# Yungasia falcata
Yungasia falcata är en insektsart som beskrevs av Rauno E. Linnavuori 1959. Yungasia falcata ingår i släktet Yungasia och familjen dvärgstritar. Inga underarter finns listade i Catalogue of Life.